# ابن جبير
أبو الحسين محمد بن أحمد بن جبير الكناني المعروف بابن جبير الأندلسي (540 هـ - 614 هـ = 1145 - 1217) هو جغرافي رحالة وكاتب وشاعر أندلسي عربي.

## اسمه ونسبه
- هو: محمد بن أحمد بن جبير بن سعيد بن جبير بن محمد بن سعيد بن جبير بن محمد بن مروان بن عبد السلام بن مروان بن عبد السلام بن جبير من بني ضمرة من قبيلة كنانة المضرية العدنانية.[6]

وكان من أسرة عريقة سكنت الأندلس عام 123 هـ, أتم حفظ القرآن الكريم, ودرس علوم الدين وشغف بها وبرزت ميوله أيضا في علم الحساب والعلوم اللغوية والأدبية واظهر مواهب شعرية ونثرية رشحته للعمل كاتبا. تعلم على يد أبيه وغيره من العلماء في عصره ثم استخدمه أمير غرناطة أبو سعيد بن عبد المؤمن ملك الموحدين في وظيفة كاتم السر فاستوطن غرناطة.
وكان الأمير أبا سعيد استدعاه يوما ليكتب عنه كتابا وهو يشرب الخمر، فأرغم ابن جبير على شرب سبعة كئوس من الخمر وأعطاه سبيعة اقداح دنانير، لذلك صمم ابن جبير على القيام برحلة الحج بتلك الدنانير تكفيرا عن خطيئته واقامن في سفره سنتين ودون مشاهداته وملاحظاته في يوميات عرفت برحلة ابن جبير، وسميت باسم "تذكرة بالأخبار عن اتفاقات الأسفار" والذي كتبه حوالي سنة 582 هـ/ 1186 م وتداوله الشرق والغرب حتى قام المؤرخ والمترجم الإنجليزي ويليام رايت بنشره وطبعه في كتاب جمع عدد كبير من الرحلات لرحالة وحجاج عرب وأجانب مسلمين ومسيحيين ويهود عرف باسم "Early travelers in Palestine".

## الرحلة

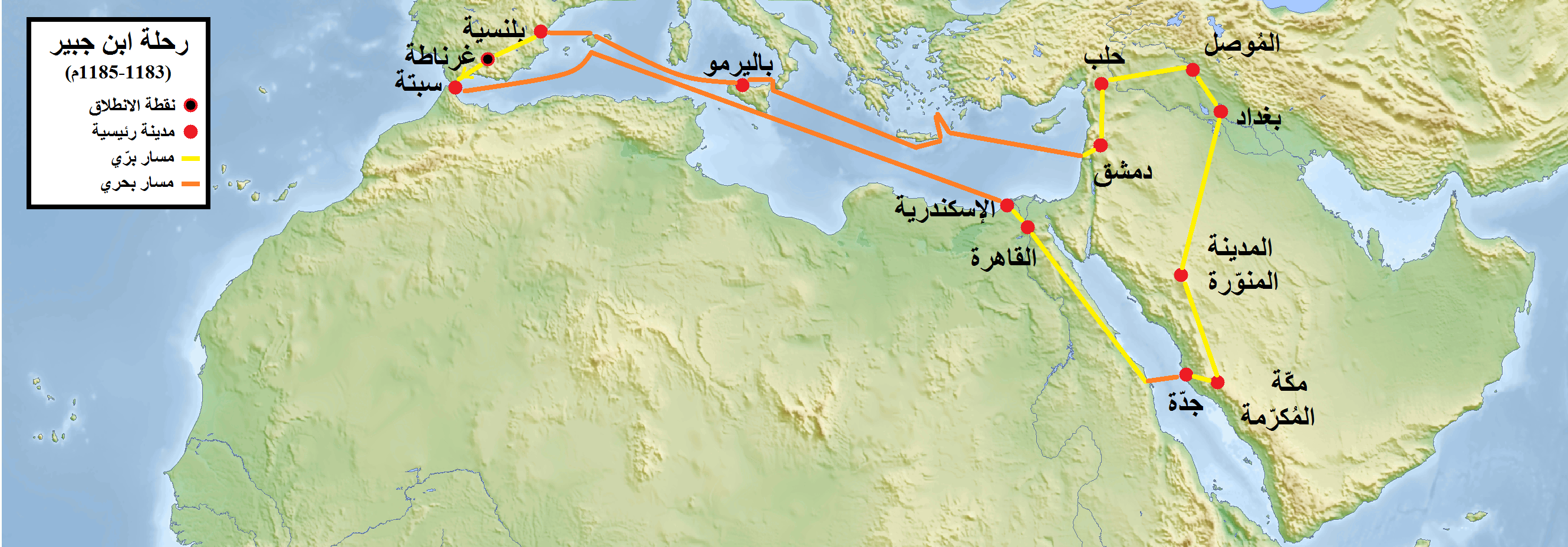
مسار الرحلة الأولى لابن جُبير.

ترك ابن جبير غرناطة مع صديقه أحمد بن حسان يوم الخميس 8 من شوال سنة 578 هـ/ 1183 م إلى جزيرة الطريف (الطرف الأغر) وعبر البحر من هناك إلى سبته فركب سفينة جَنَويية ذاهبة إلى الإسكندرية فركبها يوم الخميس 29 شوال، 24 فبراير، وسارت السفينة في البحر تتقاذفها الأمواج ومرت بمساحة شاطئ الأندلس حتى ثغر دانية ثم جزر ميورقة ومنورقة وسردانية ثم جزيرة صقلية ثم إلى جزيرة اقريطش (كريت) ثم وصلت الإسكندرية في يوم 29 ذى القعدة / 26 مارس أي انها اسغرقت في سفرها من جزية الطريف إلى الإسكندرية ثلاثين يوما.

### مشاهدات ابن جبير
كان أول ما شاهده ابن جبير هو عملية التفتيش في الميناء حيث طلع موظفون على مركب صغيرة في عرض البحر وفتشوا السفينة الجنوية قبل دخولها الميناء وسجلوا أسماء الركاب وهدف الرحلة والسلع والبضائع وقد آلمه سوء معاملة الموظفين للحجاج المسلمين. ثم طاف بالمدينة وزار آثارها الرومانية والبطلمية وشاهد مساجدها العريقة، وعرض وصفا جميلا للخطيب في صلاة الجمعة كما شاهد دخول أسرى من الفرنج من أسرى الحملة الصليبيية التي قام بها إرناط صاحب الكرك لغزو البحر الأحمر وقد فشلت وتصدى له صلاح الدين الأيوبي، ثم رحل إلى القاهرة في يوم 8 ذو الحجة / 3 أبريل وزار مسجد الحسين ومسجد الشافعي والقرافة والمدرسة الناصرية والتقى بشيوخ وعلماء وتحدث عن صلاح الدين وعن بعض الرجال الذين أسسوا الدولة الايوبية، وشاهد قلعة الجبل ولم يكن اكتمل بنائها بعد، كما عاين سور القاهرة والخندف والقناطر التي بناها صلاح الدين، وزار أيضا أهرام الجيزة الثلاثة ووصفها، كما وصف مارستان أحمد بن طولون (مستشفى) بيت القاهرة ومصر (مصر القديمة) وكان جامع بن طولون قد تحول إلى مأوى للغرباء من أهل المغرب حيث يعقدون فيه الدرس ويسكنون به ثم أكمل سفره إلى الصعيد وشاهد المدن الواقعة على النيل وخاصة مدينة قوص التي كانت مقصد التجار والمسافرين والحجاج من مصر والمغرب واليمن والهند والحبشة، ثم اتجه إلى عيذاب على البحر الأحمر عبر الصحراء وهو طريق التجارة الدولية في الفلفل والبهار، ثم اتجه إلى جدة ووصف السفن المخصصة لنقل الحجاج ثم تركها في يوم 11 ربيع الآخر 579 هـ/ 2 أغسطس 1183 م قاصدا مكة فوصلها بعد ثلاثة أيام وأدى مناسك العمرة، ويتخلل وصفه للمدينة عن أهل الحجاز انهم يهتمون بشدة بموسم الحجاج، ثم رحل إلى المدينة واكمل حجته بزيارة المسجد النبوي ثم اتجه في طريق إلى العراق وخراسان وكردستان والشام ووصف عادات وتقاليد الممالك الصليبية في عكا وصور وغيرها ورأى بنفسه التعاون والتبادل اتجارى المشترك بين المسلمين والفرنج
ويقال أنه سافر ثلاث مرات في حياته إلى الشرق ثم استقر بمصر وتوفى بالإسكندرية في شهر شعبان 614 هـ/ 1217 م.
وهكذا جاءت رحلته بمثابة مدونة وافية لجميع ما شاهده وصفحة واضحة لبعض تاريخ البلاد الإسلامية والمسيحية التي مربها وقاموسا لمصطلح عصره في بناء السفن والملاحة البحرية وثبتا بأسماء البارزين من علماء المسلمين وملوكهم في اواخر القرن السادس الهجري /القرن الحادي عشر الميلادي.

## مؤلفاته
لم يدون ابن جبير أخبار رحلاته الثلاث بل قصر تأليفه على رحلته الأولى والتي ألف عنها:
- تذكرة بالأخبار عن اتفاقات الأسفار، اعتبار الناسك في ذكر الآثار الكريمة والمناسك، رحلة ابن جبير

## روابط خارجية
- ابن جبير على موقع الموسوعة البريطانية (الإنجليزية)